# 東経69度線
東経69度線（とうけい69どせん）は、本初子午線面から東へ69度の角度を成す経線である。北極点から北極海、アジア、インド洋、南極海、南極大陸を通過して南極点までを結ぶ。
東経69度線は、西経111度線と共に大円を形成する。

## 通過する地域一覧
東経69度線は、北極点から南極点まで南に向かって以下の場所を通っている。
| 地理座標                                             | 国土・領土・領海         | 備考                                                       |
| ---------------------------------------------------- | ------------------------ | ---------------------------------------------------------- |
| 北緯90度0分 東経69度0分 / 北緯90.000度 東経69.000度  | 北極海                   |                                                            |
| 北緯81度0分 東経69度0分 / 北緯81.000度 東経69.000度  | バレンツ海               |                                                            |
| 北緯76度43分 東経69度0分 / 北緯76.717度 東経69.000度 | ロシア                   | セヴェルヌィ島（ノヴァヤゼムリャ） - 島の最東端附近を約4km |
| 北緯76度40分 東経69度0分 / 北緯76.667度 東経69.000度 | カラ海                   |                                                            |
| 北緯72度41分 東経69度0分 / 北緯72.683度 東経69.000度 | ロシア                   | ヤマル半島                                                 |
| 北緯68度56分 東経69度0分 / 北緯68.933度 東経69.000度 | カラ海                   | バイダラタ湾（英語版）                                     |
| 北緯68度44分 東経69度0分 / 北緯68.733度 東経69.000度 | ロシア                   |                                                            |
| 北緯55度26分 東経69度0分 / 北緯55.433度 東経69.000度 | カザフスタン             | 約10km                                                     |
| 北緯55度20分 東経69度0分 / 北緯55.333度 東経69.000度 | ロシア                   | 約6km                                                      |
| 北緯55度17分 東経69度0分 / 北緯55.283度 東経69.000度 | カザフスタン             |                                                            |
| 北緯41度18分 東経69度0分 / 北緯41.300度 東経69.000度 | ウズベキスタン           |                                                            |
| 北緯40度13分 東経69度0分 / 北緯40.217度 東経69.000度 | タジキスタン             | 約9km                                                      |
| 北緯40度7分 東経69度0分 / 北緯40.117度 東経69.000度  | ウズベキスタン           | 約7km                                                      |
| 北緯40度4分 東経69度0分 / 北緯40.067度 東経69.000度  | タジキスタン             |                                                            |
| 北緯37度18分 東経69度0分 / 北緯37.300度 東経69.000度 | アフガニスタン           | カーブルのすぐ西を通過                                     |
| 北緯31度37分 東経69度0分 / 北緯31.617度 東経69.000度 | パキスタン               | バローチスターン州 シンド州                                |
| 北緯24度13分 東経69度0分 / 北緯24.217度 東経69.000度 | インド                   | グジャラート州                                             |
| 北緯22度57分 東経69度0分 / 北緯22.950度 東経69.000度 | インド洋                 | カッチ湾                                                   |
| 北緯22度25分 東経69度0分 / 北緯22.417度 東経69.000度 | インド                   | グジャラート州                                             |
| 北緯22度11分 東経69度0分 / 北緯22.183度 東経69.000度 | インド洋                 |                                                            |
| 南緯48度41分 東経69度0分 / 南緯48.683度 東経69.000度 | フランス領南方・南極地域 | ケルゲレン諸島                                             |
| 南緯49度43分 東経69度0分 / 南緯49.717度 東経69.000度 | インド洋                 |                                                            |
| 南緯60度0分 東経69度0分 / 南緯60.000度 東経69.000度  | 南極海                   |                                                            |
| 南緯67度55分 東経69度0分 / 南緯67.917度 東経69.000度 | 南極大陸                 | オーストラリア南極領土（ オーストラリアが領有権主張）      |